# Розмагнічувальна касета

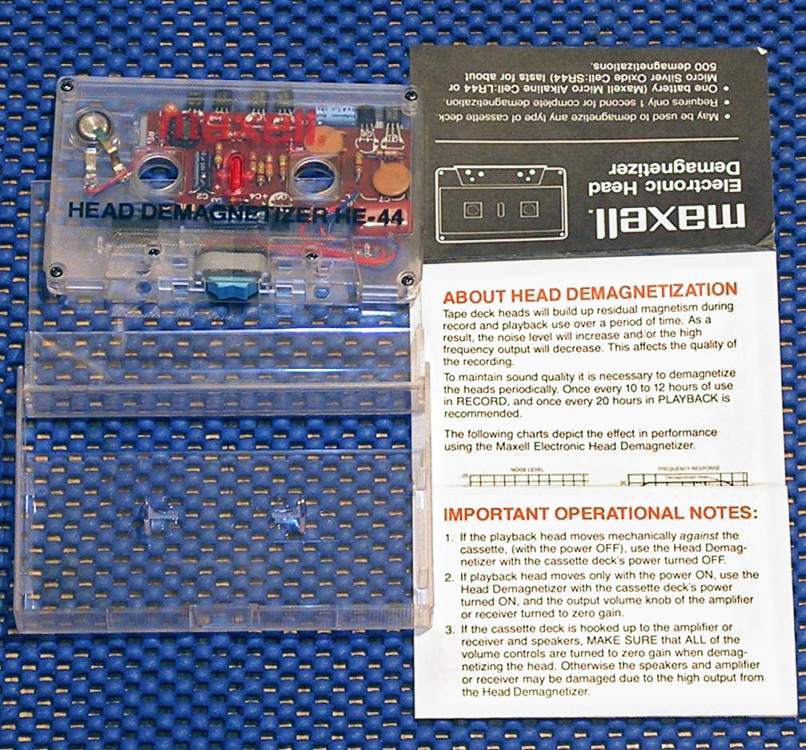
Розмагнічувальна касета HE-44 компанії Maxell

Розмагнічувальна касета (демагнітизатор) — електронний пристрій для розмагнічування магнітних головок касетних магнітофонів.
Наведений паразитний струм та проходження магнітної стрічки повз магнітну головку касетного магнітофону призводять до поступового намагнічування конструктивних елементів плівкопротяжного механізму магнітофона і, насамперед, магнітної головки.
Розмагнічувальна касета зовні нагадує касету, але містить електронну схему для розмагнічування головок касетного магнітофона. Електронна схема генерує затухаючі електричні коливання високої частоти і живиться від вбудованого в касету мініатюрного акумулятора (в окремих випадках — від зовнішнього джерела живлення).